# Campeonato Paulista de Futebol de 1969 - Primeira Divisão

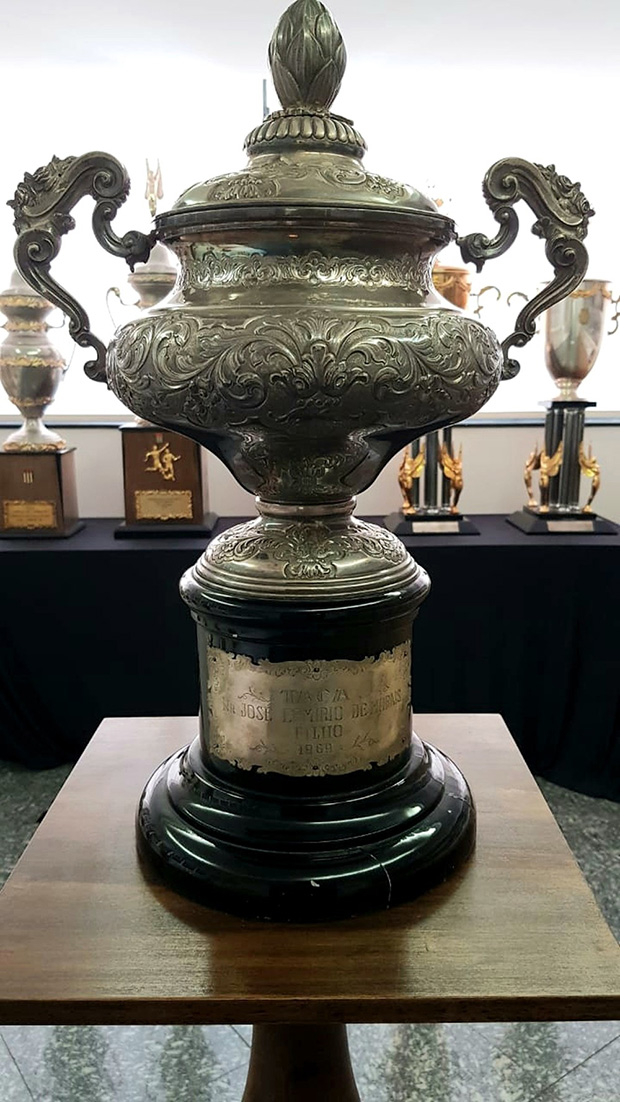
Troféu conquistado pela Ponte Preta na Divisão Especial de Acesso (atual Série A2 do Campeonato Paulista) em 1969.

O Campeonato Paulista de Futebol de 1969 - Primeira Divisão foi a 23.ª edição do torneio promovida pela Federação Paulista de Futebol, e equivaleu ao segundo nível do futebol no estado de São Paulo. A Ponte Preta conquistou o título, e obteve o acesso para a Primeira Divisão em 1970, mas não sem antes disputar o Torneio de Classificação, popularmente conhecido como Paulistinha, uma espécie de seletiva para a segunda fase, onde haveria a participação dos times considerados "grandes".
A conquista da Ponte Preta na "Primeira Divisão" de 1969 foi marcada por um imbróglio jurídico que adiou a celebração do título. Apesar de ter garantido a melhor campanha no quadrangular final, a Macaca enfrentou uma disputa com a Federação Paulista de Futebol (FPF) devido a um recurso do Linense.  A indefinição levou a Ponte a dar a volta olímpica no Estádio Moisés Lucarelli sem a oficialização imediata do título. Somente após meses de incerteza, a Federação confirmou o triunfo pontepretano, permitindo que a torcida comemorasse de forma definitiva o retorno à elite estadual.

## Participantes
Série A
| - Nacional (São Paulo) - Noroeste (Bauru) - Ponte Preta (Campinas) - Saad (São Caetano do Sul) - São Carlos Clube (São Carlos) - União Barbarense (Santa Bárbara D'Oeste) - Vasco de Americana (Americana) |

Classificação Série A (1ª fase)
- Ponte Preta 23 (classificado)
- Noroeste 18 (classificado)
- Nacional, São Carlos 10
- União Barbarense 9
- Vasco 8
- Saad 6

Série B
| - Araçatuba FC (Araçatuba) - Barretos (Barretos) - Francana (Franca) - Linense (Lins) - Orlândia (Orlândia) - Corinthians-PP (Presidente Prudente) - Rio Preto (São José do Rio Preto) - Votuporanguense (Votuporanga) |

Classificação Série B (1ª fase)
- Francana 23 (classificado)
- Linense (classificado), Rio Preto 13
- Corinthians, Barretos, Votuporanguense 12
- Orlândia 11
- Araçatuba 10

## Forma de disputa
Na primeira fase as 15 equipes foram divididas em duas séries, com as seguintes denominações
- Série A - disputado por pontos corridos em turno e returno
- Série B - disputado por pontos corridos em turno e returno
  - Os dois melhores colocados de cada grupo avançaram para a fase final, formando novo grupo de 4 times
  - O campeão saiu na disputa por pontos corridos em turno único

## Fase final[4]
| 17 de outubro de 1969 | Francana       | 1 – 1 | Noroeste            | Parque Antarctica, São Paulo, SP                              |
|                       | Paulo Leão 19' |       | Alemão (contra) 15' | Público: 10 028 Renda: NCr$ 59.650,00 Árbitro: Oscar Scolfaro |

| 17 de outubro de 1969 | Ponte Preta                   | 3 – 1 | Linense | Parque Antarctica, São Paulo, SP                                 |
|                       | Alã 15' · Djair 22' · Alã 33' |       | Bó 90'  | Público: 10 028 Renda: NCr$ 59.650,00 Árbitro: José Favilli Neto |

| 24 de outubro de 1969 | Ponte Preta                  | 3 – 0 | Noroeste | Parque Antarctica, São Paulo, SP                                                |
|                       | Dicá 3' · Alã 31' · Dicá 65' |       |          | Público: 7 907 + 1 825 menores Renda: NCr$ 43.990,00 Árbitro: José Favilli Neto |

| 24 de outubro de 1969 | Linense | 0 – 0 | Francana | Parque Antarctica, São Paulo, SP                                             |
|                       |         |       |          | Público: 7 907 + 1 825 menores Renda: NCr$ 43.990,00 Árbitro: Oscar Scolfaro |

| 31 de outubro de 1969 | Francana                | 3 – 1 | Ponte Preta | Parque Antarctica, São Paulo, SP                                 |
|                       | Elias Carlos Paulo Leão |       | Djair       | Público: 10 614 Renda: NCr$ 57.680,00 Árbitro: José Favilli Neto |

| 31 de outubro de 1969 | Noroeste                                 | 3 – 0 | Linense | Parque Antarctica, São Paulo, SP                                       |
|                       | Cardosinho 35' · Zé Luis 49' · Ramos 70' |       |         | Público: 10 614 Renda: NCr$ 57.680,00 Árbitro: Emidio Marques Mesquita |

## Classificação da fase final
| 1 | Ponte Preta | 4 | 3  |
| 2 | Francana    | 4 | 2  |
| 3 | Noroeste    | 3 | 0  |
| 4 | Linense     | 1 | -5 |

## Premiação
| Campeonato Paulista de 1969 - Primeira Divisão |
| ---------------------------------------------- |
| Ponte Preta Campeão (1º título)                |